# Walt Rosenberg (født 1918)
Leif Walt Rosenberg (født 29. juni 1918 i Sandbjerg, død 13. oktober 1981 i Aarhus) var en dansk skuespiller. Han var uddannet musik- og afspændingspædagog.
I en årrække var Rosenberg bosat i Norge.
Rosenberg var søn af skuespiller Harriet Lehmann, og forfatter og skuespiller Walt Rosenberg, som ofte refereres til som Walt Rosenberg sen. (for senior).

## Filmografi
- Don Olsen kommer til byen – 1964
- Tine – 1964
- Der var engang – 1966
- Nu stiger den – 1966
- Kongen skal dø – 1970
- Den forsvundne fuldmægtig – 1971